# 風雅
| ウィキペディアには「風雅」という見出しの百科事典記事はありません（タイトルに「風雅」を含むページの一覧/「風雅」で始まるページの一覧）。 代わりにウィクショナリーのページ「風雅」が役に立つかもしれません。 |